# Christophe Boelinger
Christophe Boelinger est un auteur français de jeux de société. Il est connu pour ses jeux Dungeon Twister, Earth Reborn, Dungeon Twister 2: Prison et Archipelago,.

## Ludographie

### Seul auteur
- Halloween, 2000, édité par Jeux Descartes.
- Snowboard, 2001, illustré par Bernard Bittler, édité par Tilsit.
- Une vie de chien, 2001, illustré par Cyril Saint Bancat et David Cohen, édité par Eurogames et Jeux Descartes.
- Fantasy business, 2002, illustré par Emmanuel Roudier, édité par Jeux Descartes.
- Spider-Man, 2002, édité par Tilsit.
- Chat Perché, 2003, illustré par Arnaud Quéré, édité par Asmodée et Goldsieber.
- Dungeon Twister, 2004, illustré par Thierry Masson et Wayne Reynolds, édité par Asmodée.
- Service Risqué, 2004, édité par Jeux Sur Un Plateau.
- Draco Mundis, 2008, illustré par Christophe Madura, édité par Hazgaard Editions.
- Tanhauser Field Ops, 2008, illustré par Didier Poli, édité par Take On You.
- Les Poux, 2008, illustré par Piérô La Lune, édité par Jactalea.
- Differences?, 2009, illustré par Stéphane Poinsot et Vincent Colon, édité par Ludically.
  - Difference (second édition), 2014, illustré par Carine Hinder et Line Paquet, édité par Gigamic.
  - Difference Junior (version enfant), 2015, illustré par Amandine Gardie, Elodie Bossrez et Nathalie Janer, édité par Gigamic.
- Pirates de l'espace, 2009, illustré par Christophe Madura et Frédérick Condette, édité par Sirius.
- Dungeon Twister 2: Prison, 2009, illustré par Thierry Masson et Wayne Reynolds, édité par Ludically.
- Earth Reborn, 2010, édité par Z-Man Games et Ludically.
- Sarena, 2011, édité par Ludically.
- Archipelago, 2012, illustré par Chris Quilliams, Ismaël et Vincent Boulanger, édité par Ludically.
  - Archipelago - Solo Expansion (extension), 2012
  - Archipelago - Guerre Et Paix (extension), 2014
- Dungeon Twister Card Game, 2013, illustré par Éric Bourgier, Hydravision et Ismaël, édité par Ludically.
- Illegal, 2014, illustré par David Hueso, édité par Ludically.
- Bandes Dessinées: Le Jeu Des Collectionneurs, 2015, édité par Delcourt et Ludically.
- Fruit Salad, 2015, illustré par Vincent Boulanger, édité par Ludically.
- 4 Gods, 2016, illustré par Ismaël, édité par Ludically.
- Arboria, 2017, illustré par Bertrand Benoit, édité par Lumberjacks Studio.
- Living Planet, 2018, illustré par Bertrand Benoit et Stéphane Gantiez, édité par Ludically.
  - Living Planet - Aquarius (extension), 2018
  - Living Planet - Arboria (extension), 2018
  - Living Planet - Industria (extension), 2018
- Rise & Fall, 2021, illustré par Dogan Oztel et Guillaume Beauchêne, édité par Ludically.

### Avec André Mainini
- Skyscrapers, 2010, illustré par Vladimir Nartov, édité par Sirius.

### AvecLudovic Maublanc
- Monstro Folies, 2004, édité par TF1 Games.

## Nominations et récompenses
- As d'or Jeu de l'année :
  - Nommé Jeu de l'année 2006 : Dungeon Twister, 2004 (illustré par Thierry Masson et Wayne Reynolds) édité par Asmodée.